# Георг Фолкерт
Георг Фолкерт (на немски: Georg Volkert), по прякор Шорш, е бивш германски футболист, роден на 28 ноември 1945 г. в Ансбах. Считан е за едно от най-добрите леви крила в Бундеслигата.
Започва професионалната си кариера през 1965 с екипа на Нюрнберг. През 1968 отборът става шампион, но само година по-късно изпада във Втора Бундеслига. Фолкерт е набеден за един от виновниците за провала на отбора, защото през на злополучния сезон е наказан да не играе в продължение на 12 седмици заради обида към съдията. През 1971 г. преминава в Хамбургер, като през 1976 печели Купата на Германия, а през 1977 – КНК. От 1978 до 1980 играе в Щутгарт, където става вицешампион, а през сезон 1980/1981 се завръща в Нюрнберг, където завършва професионалната си кариера. След това играе за аматьорските ШФ Хумелсбютел и ТуС Хойсдорф.
За националния отбор на Германия дебютира на 6 март 1968 г. срещу Белгия, като отбелязва два гола за победата с 3:1 (първият е още в третата минута на мача). След като отборът му изпада от Първа Бундеслига, Фолкерт не получава повиквателни за националния отбор. Едва през 1977, след множество добри игри за Хамбургер, той отново става част от националния отбор и изиграва за него още шест мача.
След като приключва активната си състезателна кариера, Фолкерт работи като мениджър – последователно в Санкт Паули, Хамбургер и Нюрнберг. През декември 1998 прекратява тази си дейност. В днешни дни той има собствена спортна агенция.

## Успехи
- Носител на КНК: 1977 (с Хамбургер)
- Шампион на Германия: 1968 (с Нюрнберг)
- Вицешампион на Германия: 1976 (с Хамбургер) и 1979 (с Щутгарт)
- Носител на Купата на Германия: 1976 (с Хамбургер)
- Финалист за Купата на Германия: 1974 (с Хамбургер)